# Купріянович Зінаїда Олександрівна
Зінаї́да Олекса́ндрівна Купріяно́вич (біл. Зінаі́да Алякса́ндраўна Купрыяно́віч, нар. 17 вересня 2002, Мінськ, Білорусь), відома як ZENA та Zina Bless — білоруська співачка. Представляла Білорусь на 64-му пісенному конкурсі Євробачення з піснею «Like It» і посіла 24 місце.

## Життя та творчість
Купріянович почала свою співочу кар'єру у 2013 році, на «Дитячій новій хвилі» 2013 та на дитячому конкурсі «Слов'янський базар» у 2014 році у Вітебську.
Купріянович двічі змагалася в національному відборі Білорусі на Дитячий пісенний конкурс «Євробачення», де вона зайняла четверте місце у 2015 році з піснею «Мир» та третє у 2016 році з піснею «Космос».
У 2017 році Зінаїда посіла третє місце в десятому сезоні російського реаліті-шоу Нова Фабрика Зірок, де вона була учасницею гурту «Север 17». 
Восени 2018 року вона була однією з ведучих 16-го Дитячого пісенного конкурсу «Євробачення» у Мінську.
Зена представляла Білорусь на 64-му пісенному конкурсі «Євробачення» з піснею «Like It». Співачка виступила у першому півфіналу конкурсу, в якому посіла 10 місце зі 122 балами, завдяки чому змогла стати фіналісткою. У фіналі Євробачення 2021 Білорусь виступила під 19 номером. У підсумку, Зена здобула 24 місце (з 26-ти) з 31 балом, з яких 18 від журі й 13 від телеглядачів.

## Дискографія
| Назва     | Рік  | Альбом             |
| --------- | ---- | ------------------ |
| «Мир»     | 2015 | Сингли без альбому |
| «Космос»  | 2016 | Сингли без альбому |
| «Like It» | 2019 | Сингли без альбому |

## Фільмографія
| Рік  | Назва                         | Роль  | Примітки          |
| ---- | ----------------------------- | ----- | ----------------- |
| 2016 | Ваяна                         | Ваяна | Російський дубляж |
| 2018 | Ральф-руйнівник 2: Інтернетрі | Ваяна | Російський дубляж |